# Minarelli

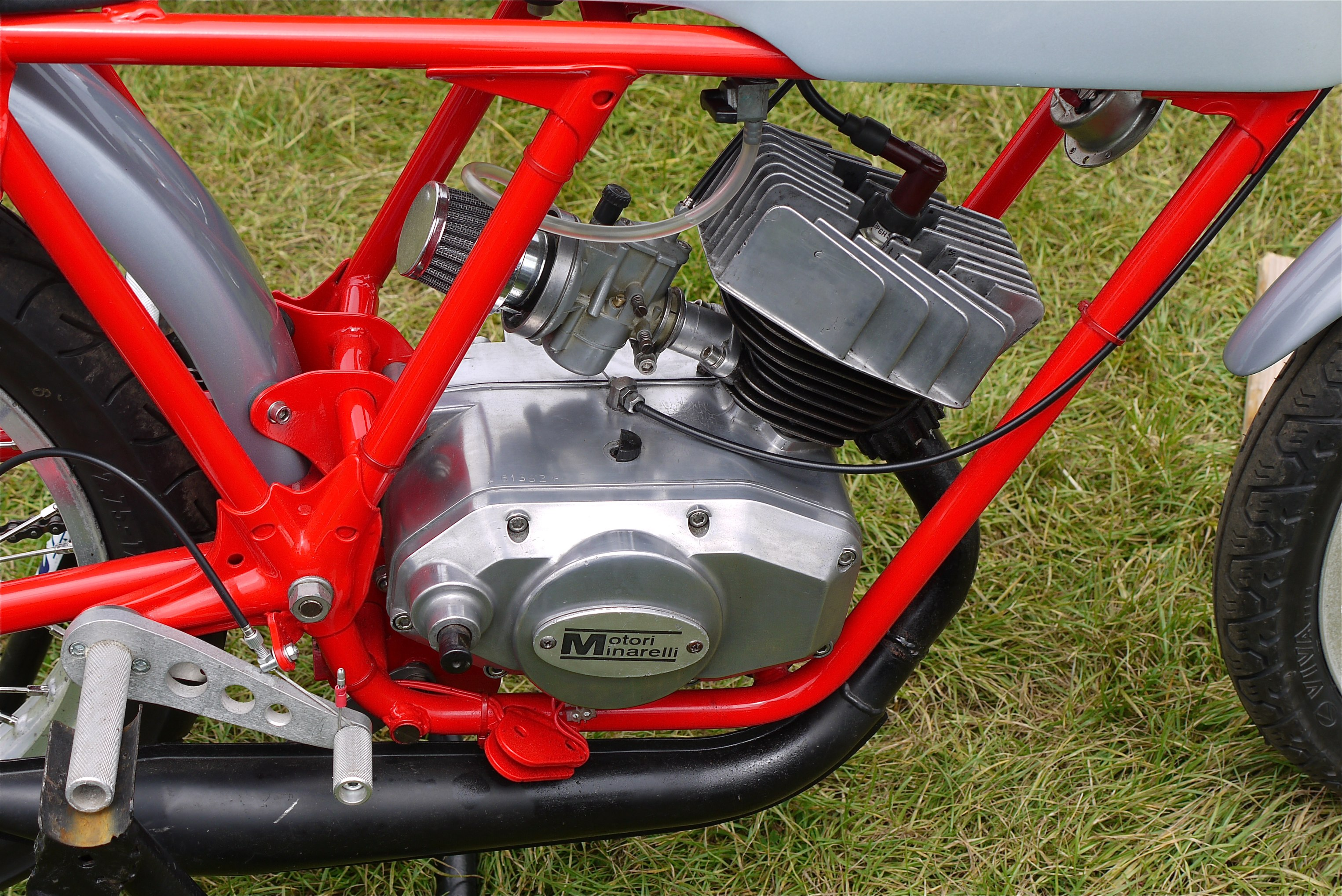
Un motor Minarelli de tipul "P6" a doua serie, 50 cc și 6 turații, 1975

Minarelli este un producător italian de motoare de motociclete care a fost fondat de Vittorio Minarelli. Acum face parte din grupul Yamaha.

## Legături externe
- Motori Minarelli web site